# William Sanford Pennington
William Sandford Pennington (1757 - 27 de setembro de 1826) foi o Sexto Governador de Nova Jérsei, servindo de 1813 a 1815.

## Familia
O Família Pennington de Nova Jérsei é descendente de Efraim Pennington II, um dos primeiros colonizadores de Newark, Nova Jérsei, cujo pai, Ephraim Pennington, emigrou para New Haven, Connecticut, em torno de 1643.

## Nascimento
Pennington foi o sexto dos nove filhos de Maria Sanford (1725-1805) e Samuel Pennington (1725-1791), e nasceu em 1757 em Newark. Ele foi treinado provavelmente para ser um chapeleiro, mas, ao eclodir da Revolução aderiu ao Exército Continental no início da Guerra Revolucionária Americana, e se tornou, em 1777, um sargento do Segundo Regimento de Artilharia sob Coronel John Lamb e Major-General Henry Knox. Ele avançou até a patente de segundo tenente, em 1780, e no final da guerra foi promovido a capitão por um acto especial do Congresso.

## Casamento
Pennington casou-se com Phoebe Wheeler (c. 1760-1804), filha de Rhoda Lyon e do Capitão James Wheeler (c. 1740-1777), cerca de 1786. Eles tiveram dez filhos juntos, um dos quais, William Pennington (1796-1862), também se tornou um governador de Nova Jérsei e palestrante da Câmara dos Representantes dos Estados Unidos. Após a morte de Phoebe, William Sanford Pennington casou-se com Elizabeth Pierson (c. 1765-1840) em 13 de julho de 1805.

## Direito
Depois de deixar o exército, Pennington estudou Direito na oficina de Newark de Elias Boudinot, para além de servir na Assembleia Geral Nova Jérsei em 1797, 1798 e 1799. Ele foi eleito para o Senado de Nova Jérsei em 1801 e reeleito em 1802, no mesmo ano ele foi admitido no bar como um advogado. Durante os próximos dois anos ele atuou como o balconista do Condado de Essex, Nova Jérsei e foi eleito para preencher uma vaga na Suprema Corte de Nova Jérsei, onde permaneceu no banco até 1813. Por que a maioria do tempo, ele também era o Reporter do Supremo Tribunal. Em 1812, Pennington foi o candidato Republicano para governante de Nova Jérsei e no ano seguinte ganhou a eleição governamental, tornando-se governador de Nova Jérsei 1813-1814. Um ano depois que deixou o cargo, o presidente James Madison o nomeou um Juiz do Tribunal Distrital dos Estados Unidos para o Distrito de Nova Jérsei, uma posição que manteve até à sua morte onze anos mais tarde.

## Arquivos
Seus trabalhos são arquivados com a Sociedade Histórica de Nova Jérsei, em Newark, Nova Jérsei.